# Brad Schlegel
Pour les articles homonymes, voir Schlegel.
Bradley Schlegel (né le 22 juillet 1968 à Kitchener, dans la province de l'Ontario au Canada) est un joueur professionnel canadien de hockey sur glace.

## Carrière de joueur
Il fut un choix de 7e ronde par les Capitals de Washington lors du repêchage de 1988. Il venait alors de terminer son stage junior avec les Knights de London dans la Ligue de hockey de l'Ontario. Au lieu de rejoindre l'organisation de la capitale américaine, il alla jouer pour l'équipe nationale canadienne. Il s'y aligna quatre saisons consécutives ce qui lui permit de participer aux Jeux olympiques d'hiver en 1992. L'équipe canadienne y remporta la médaille d'argent. À la suite de ces jeux, il se joignit finalement aux Capitals.
Il participa alors à plus d'une vingtaine de parties, incluant les séries éliminatoires, lors de la fin de la saison 1991-1992. En 1992-1993, ne parvenant pas à se tailler un poste permanent à Washington, il alla jouer la majorité de la saison avec les Skipjacks de Baltimore de la Ligue américaine de hockey. La saison suivante, il la débuta avec l'équipe nationale canadienne pour lui permettre à nouveau de représenter le Canada lors des Jeux olympiques d'hiver de 1994. Le Canada remporta à nouveau la médaille d'argent. Il alla ensuite jouer dans l'organisation des Flames de Calgary pour le reste de la saison. Les Flames l'ont obtenu lors d'un échange avec les Capitals de Washington lors de l'été 1993. Il partagea le reste de la saison et les Flames de Saint-Jean de la LAH et les Flames de Calgary.
Par la suite, il s'exila en Autriche et ensuite en Allemagne. Il y joua jusqu'au terme de sa carrière à la fin de la saison 2006-07. Au cours de son séjour en Europe, il fut nommé dans l'équipe d'étoiles de l'Alpenliga en 1997. Il aida aussi le Kölner Haie le championnat de la ligue en 2001-02. Entre-temps, il représenta aussi le Canada à quelques championnats du monde.

## Statistiques de carrière

### En club
| Saison     | Équipe                      | Ligue      |    | Saison régulière | Saison régulière | Saison régulière | Saison régulière | Saison régulière |   | Séries éliminatoires | Séries éliminatoires | Séries éliminatoires | Séries éliminatoires | Séries éliminatoires |
| Saison     | Équipe                      | Ligue      | PJ | B                | A                | Pts              | Pun              | PJ               | B | A                    | Pts                  | Pun                  |                      |                      |
| 1984-1985  | Dutchmen de Kitchener       | Ontario    | 40 | 30               | 50               | 80               | 70               | -                | - | -                    | -                    | -                    |                      |                      |
| 1984-1985  | Ranger B's de Kitchener     | OHA-B      | 1  | 0                | 0                | 0                | 0                | -                | - | -                    | -                    | -                    |                      |                      |
| 1985-1986  | Knights de London           | LHO        | 62 | 2                | 13               | 15               | 35               | 5                | 0 | 0                    | 0                    | 4                    |                      |                      |
| 1986-1987  | Knights de London           | LHO        | 65 | 4                | 23               | 27               | 24               | -                | - | -                    | -                    | -                    |                      |                      |
| 1987-1988  | Knights de London           | LHO        | 66 | 13               | 63               | 76               | 49               | 12               | 8 | 17                   | 25                   | 6                    |                      |                      |
| 1988-1989  | équipe nationale canadienne | Intl.      | 60 | 2                | 22               | 24               | 30               | -                | - | -                    | -                    | -                    |                      |                      |
| 1989-1990  | équipe nationale canadienne | Intl.      | 72 | 7                | 25               | 32               | 48               | -                | - | -                    | -                    | -                    |                      |                      |
| 1990-1991  | équipe nationale canadienne | Intl.      | 59 | 8                | 20               | 28               | 64               | -                | - | -                    | -                    | -                    |                      |                      |
| 1991-1992  | équipe nationale canadienne | Intl.      | 61 | 3                | 18               | 21               | 84               | -                | - | -                    | -                    | -                    |                      |                      |
| 1991-1992  | Skipjacks de Baltimore      | LAH        | 2  | 0                | 1                | 1                | 0                | -                | - | -                    | -                    | -                    |                      |                      |
| 1991-1992  | Capitals de Washington      | LNH        | 15 | 0                | 1                | 1                | 0                | 7                | 0 | 1                    | 1                    | 2                    |                      |                      |
| 1992-1993  | Skipjacks de Baltimore      | LAH        | 61 | 3                | 20               | 23               | 40               | 7                | 0 | 5                    | 5                    | 6                    |                      |                      |
| 1992-1993  | Capitals de Washington      | LNH        | 7  | 0                | 1                | 1                | 6                | -                | - | -                    | -                    | -                    |                      |                      |
| 1993-1994  | équipe nationale canadienne | Intl.      | 12 | 0                | 0                | 0                | 8                | -                | - | -                    | -                    | -                    |                      |                      |
| 1993-1994  | Flames de Saint-Jean        | LAH        | 21 | 2                | 8                | 10               | 6                | 7                | 0 | 1                    | 1                    | 6                    |                      |                      |
| 1993-1994  | Flames de Calgary           | LNH        | 26 | 1                | 6                | 7                | 4                | -                | - | -                    | -                    | -                    |                      |                      |
| 1994-1995  | équipe nationale canadienne | Intl.      | 4  | 0                | 1                | 1                | 2                | -                | - | -                    | -                    | -                    |                      |                      |
| 1994-1995  | EC Villacher SV             | EBEL       | 40 | 8                | 37               | 45               | 70               | -                | - | -                    | -                    | -                    |                      |                      |
| 1995-1996  | Wedemark Wildcats           | DEL        | 26 | 1                | 16               | 17               | 34               | -                | - | -                    | -                    | -                    |                      |                      |
| 1995-1996  | EC Villacher SV             | EBEL       | 24 | 5                | 18               | 23               | 18               | -                | - | -                    | -                    | -                    |                      |                      |
| 1996-1997  | EC Villacher SV             | EBEL       | 49 | 3                | 29               | 32               | 103              | -                | - | -                    | -                    | -                    |                      |                      |
| 1997-1998  | EC Villacher SV             | EBEL       | 23 | 2                | 13               | 15               | 14               | -                | - | -                    | -                    | -                    |                      |                      |
| 1998-1999  | EC Villacher SV             | EBEL       | 55 | 8                | 28               | 36               | 52               | -                | - | -                    | -                    | -                    |                      |                      |
| 1999-2000  | EC Villacher SV             | EBEL       | 15 | 0                | 4                | 4                | 12               | -                | - | -                    | -                    | -                    |                      |                      |
| 1999-2000  | EC Villacher SV             | Intl.      | 31 | 3                | 8                | 11               | 63               | -                | - | -                    | -                    | -                    |                      |                      |
| 2000-2001  | EC Villacher SV             | EBEL       | 3  | 0                | 1                | 1                | 4                | -                | - | -                    | -                    | -                    |                      |                      |
| 2000-2001  | SERC Wild Wings             | DEL        | 56 | 12               | 16               | 28               | 62               | -                | - | -                    | -                    | -                    |                      |                      |
| 2001-2002  | Kölner Haie                 | DEL        | 60 | 6                | 13               | 19               | 54               | 13               | 0 | 0                    | 0                    | 14                   |                      |                      |
| 2002-2003  | Kölner Haie                 | DEL        | 48 | 9                | 28               | 37               | 67               | 15               | 2 | 10                   | 12                   | 16                   |                      |                      |
| 2003-2004  | Kölner Haie                 | DEL        | 52 | 12               | 35               | 47               | 74               | 6                | 0 | 1                    | 1                    | 4                    |                      |                      |
| 2004-2005  | Kölner Haie                 | DEL        | 13 | 2                | 8                | 10               | 12               | -                | - | -                    | -                    | -                    |                      |                      |
| 2005-2006  | Kölner Haie                 | DEL        | 51 | 6                | 28               | 34               | 112              | 9                | 2 | 7                    | 9                    | 12                   |                      |                      |
| 2006-2007  | Scorpions de Hanovre        | DEL        | 51 | 7                | 14               | 21               | 93               | 6                | 1 | 2                    | 3                    | 2                    |                      |                      |
| Totaux LNH | Totaux LNH                  | Totaux LNH | 48 | 1                | 8                | 9                | 10               | 7                | 0 | 1                    | 1                    | 2                    |                      |                      |

### En équipe nationale
| Année | Équipe | Compétition          |    | PJ | B | A | Pts | Pun                |  | Résultat |
| 1991  | Canada | Championnat du monde | 10 | 0  | 1 | 1 | 6   | Médaille d'argent  |  |          |
| 1992  | Canada | Jeux olympiques      | 8  | 1  | 2 | 3 | 4   | Médaille d'argent  |  |          |
| 1992  | Canada | Championnat du monde | 3  | 0  | 0 | 0 | 2   | 7e position        |  |          |
| 1994  | Canada | Jeux olympiques      | 8  | 0  | 0 | 0 | 6   | Médaille d'argent  |  |          |
| 1995  | Canada | Championnat du monde | 8  | 0  | 3 | 3 | 12  | Médaille de bronze |  |          |
| 2002  | Canada | Championnat du monde | 7  | 1  | 0 | 1 | 4   | 6e position        |  |          |

## Trophées et honneurs personnels
- Alpenliga
  - 1997 : nommé dans l'équipe d'étoiles
- Deutsche Eishockey-Liga
  - 2002 : remporta le championnat avec le Kölner Haie

## Transactions en carrière
- 26 juin 1993 : échangé aux Flames de Calgary par les Capitals de Washington en retour d'un choix de 7e ronde (Andrew Brunette) lors du repêchage d'entrée dans la LNH en 1993.